# Marian López Fernández-Cao
Marian López Fernández Cao coneguda també com Marián Cao, (Vigo, Pontevedra, 5 de febrer de 1964) és una investigadora i professora espanyola, especialitzada en art, feminisme, arteterapia i inclusió social. Ha investigat els desequilibris de gènere en l'art i els museus i és impulsora del projecto Museus en Femení. Des de 2019 és catedràtica d'Educació Artística de la Universitat Complutense de Madrid.

## Trajectòria
Llicenciada en Belles arts per la Facultat de Belles arts de Madrid en 1987, i doctorada en 1991 per la Universitat Complutense de Madrid. Màster en Intervenció Psicoterapèutica (2009) en la UCM. Beca Fulbright.
Des de 1992 és professora de la Facultat d'Educació a la Universitat Complutense de Madrid, a més d'impartir classes en el Master d'Estudis de Gènere i en el Master Erasmus Mundus Gemma, de la Universitat de Granada ()
Va ser membre del col·lectiu de redacció de la revista En Pie de Paz de 1988 hasta su disolución en 2001.
Des de 2000 és representant de la UCM en el European Consortium of Art Therapy Education (ECArTE) i des de 2017 és vicepresidenta.

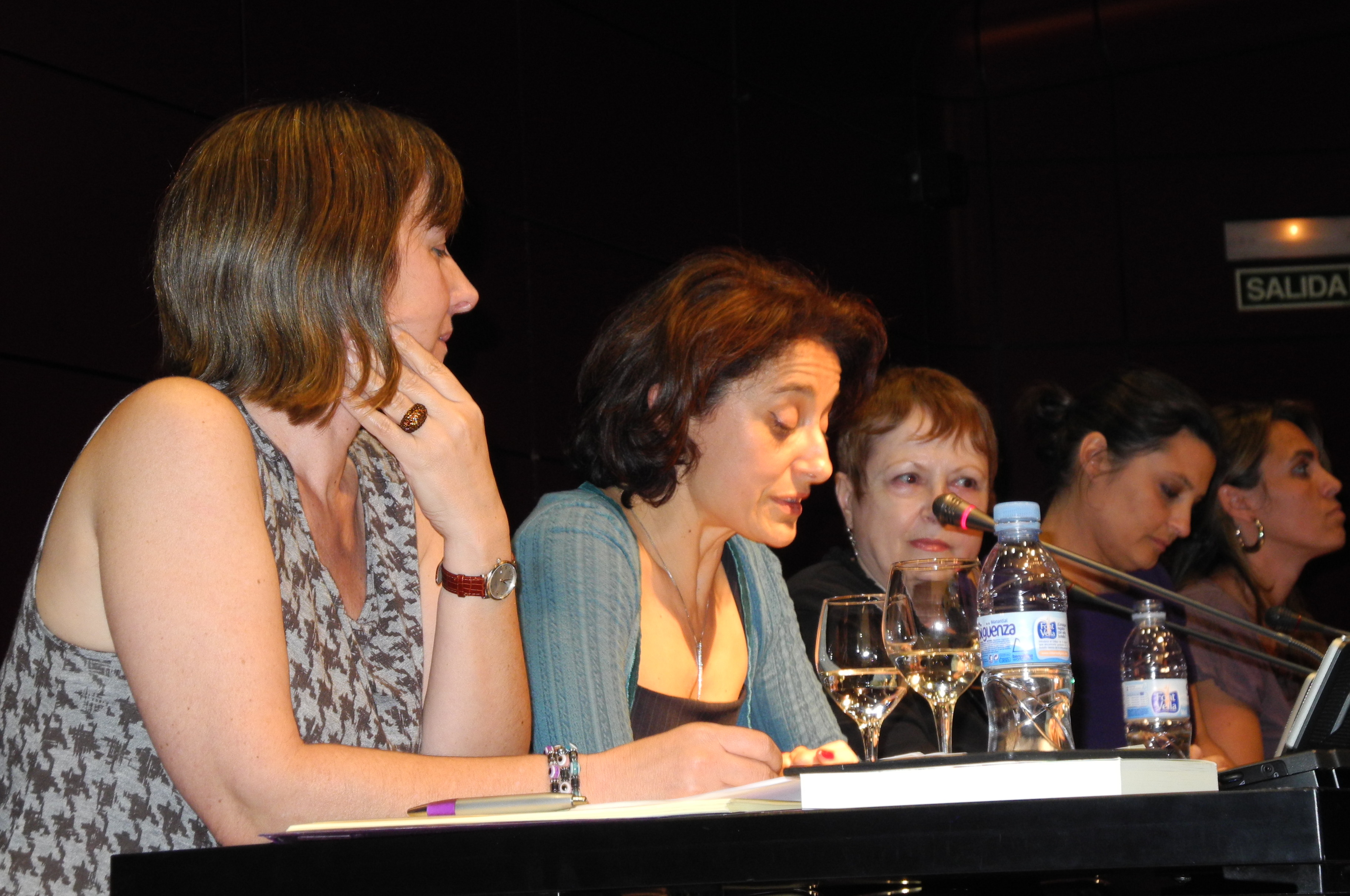
Marian López Fernández Cao en el 20 aniversari del Curs de Teoria Feminista dirigit per Celia Amorós i Ana de Miguel. Madrid 2011

Directora de l'Instituto de Investigaciones Feministas (2007-2011) i ha estat impulsora i directora del Master en Artteràpia i educació Artística per a la inclusió social (2010-2014) de la Universitat Complutense de Madrid.
Directora de la revista científica Arteterapia. Papeles de Arteterapia y Educación Artística para la Inclusión Social del Servei de Publicacions de la Universitat Complutense de Madrid des de 2004.
Com a estudiant predoctoral i investigadora, ha realitzat estades llargues en la Akademie der Künste (Munich), en la Hochschule der Künste (Berlín, Alemanya), en el Museum of Modern Art (Nova York, Estats Units), en el Courtald Institute of Art (Londres) i posdoctoral a la Universitat de Veracruz (Mèxic). Va ser convidada per realitzar estades de recerca i docència en EE.UU., Gran Bretanya, Alemanya, Brasil i Mèxic, on ha abordat temes d'art, inclusió i igualtat i art com a teràpia amb una implicació sempre en el social i en el gènere.
Ha estat presidenta de l'Associació Nacional espanyola Mujeres en las Artes Visuales MAV des de 2012 fins a 2017.

## Recerca
És directora del grup de recerca Research Group EARTDI,
Ha dirigit els següents projectes de recerca: Violencia e identidad de género. Anàlisi de la construcció de la identitat de gènere amb relació a la violència en nenes i nens de tres a dotze anys a través de la representació gràfica. Estratègies de canvi i millora. (ref. 15/05, pla nacional de l'Institut de la Dona, 2005-2008)
Estudi de fons museístics des de la perspectiva de gènere (FEM2010-16670) (Plan Nacional I+D 2011-2014), ALETHEIA: Art, Arteterapia, Trauma y memoria emocional (I+D Pla Nacional 2016-2019), “Museología e integración social: la difusión del patrimonio artístico y cultural del Museo del Prado a colectivos con especial accesibilidad” (Comunitat de Madrid, convocatòria pública per a consorcis de grups de recerca de les universitats públiques del seu àmbit autonòmic, 2016-2018) i diversos contractes de recerques, entre els quals destaca “Contratación del estudio técnico de los bienes culturales conservados en museos usuarios de domus desde una perspectiva de género para la subdirección general de museos estatales” ref (65-2011) amb el Ministeri de Cultura espanyol, entre d'altres.
Ha estat coordinadora del European project Divercity, un projecte europeu creat per la Universitat Complutense de Madrid en col·laboració amb altres institucions com el Museu Thyssen i Intermediae, sobre museus, ciutat i diversitat. Ha estat la creadora de l'aplicació mòbil "Madrid ciutat de les dones", pel treball de les quals va obtenir el primer premi de transferència del coneixement en Humanitats i Ciències Socials 2017.
Ha participat com a IP local en el European Project ARIADNE art for intercultural adaptation in new enviroments” (510255-LLP-1-2010-1-FRGRUNDTVIG- GMP2010-2012)
Participa com a IP local en el projecte Europeu Strategic Partnership 2020-2-FR02-CA205- 017944 POWER Who needs empowerment? Exploring Gender and Power through/in Art, (2020-2023) i en el Projecte “Las mujeres cambian los museos”, una xarxa iberoamericana amb la Universitat de Buenos Aires i la Universitat de Sao Paulo.
El seu grup de recerca ha signat convenis amb diferents organismes i Institucions en l'ajuda a grups vulnerables a través del arteterapia i la mediació cultural.
Marian Cao és impulsora del projecto "Museos y género" creat en 2009 entre l'Institut de Recerques Feministes de la Universitat Complutense de Madrid, el Ministeri de Cultura espanyol i l'associació e-Mujeres que ha generat Museus en Femení centrat en els Museu del Prado, Museu Nacional Centre d'Art Reina Sofia, Museu Arqueològic Nacional i Museu del Vestit. És una eina de divulgació i docència mitjançant itineraris que analitzen l'art des de perspectiva de gènere.
Ha estat l'autora del “Contexto y Fundamentos teóricos” del “Autodiagnóstico MAV para la igualdad en museos y centros de arte”, publicat per l'Associació MAV (Mujeres en las Artes Visuales), al novembre de 2020.

## Publicacions
Ha publicat obres relacionades amb art, inclusió, teràpia i feminisme. És la directora de la col·lecció de 21 guías para Educación Primaria "Posibilidades de ser a través del arte", de l'Editorial Eneida, que va rebre en 2010, el Premi Rosa Regás a material educatiu amb valor coeducativo.
És la directora de la revista Arteterapia, Papeles de Arteterapia y educación Artística para la Inclusión Social(Servei de Publicacions de la Universitat Complutense de Madrid) que divulga les possibilitats de l'art com a via de benestar psicosocial.

### Obres
- - LÓPEZ FDZ CAO, M. (2020) Arte, memoria y trauma: Aletheia, dar forma al dolor. Volum II Intervenciones des de la terapia, imágenes de la herida. Madrid: Fundamentos. ISBN 9788424513870
  - LÓPEZ FDZ CAO, M. i FERNÁNDEZ VALENCIA, A. (2019) “Museos en femenino: Un proyecto sobre igualdad, empoderamiento femenino y educación” Storia delle Donne, 14 (2018), DOI: 10.13128/SDD-25661 - CC BY 4.0 IT, 2018, Firenze University Press, pp. 103–124.[28]
  - LÓPEZ FDZ CAO, M.(2019)  El arte abre ventanas. Re-construirnos a través del arte.Repensar la masculinidad. Madrid: Ed. Eneida, 2019 978-84-17726-07-2
  - LÓPEZ FDZ CAO, M.(2018) Aletheia, dar forma al dolor Volumen I: Sobre procesos, arte y memoria. Madrid, Fundamentos. ISBN 978-84-245-1372-6
  - Para qué el arte: reflexiones en torno al arte y su educación en tiempos de crisis. Marián López Fernández Cao. (Madrid) Fundamentos, 2015. ISBN 978-84-245-1288-0.
  - Mulier me fecit: hacia un análisis feminista del arte y su educación. Marián López Fernández Cao. (Madrid) Horas y Horas, D.L. 2011. ISBN 978-84-96004-42-9.
  - Memoria, ausencia e identidad: el arte como terapia. Marián López Fernández Cao. (Madrid) Eneida, 2011. ISBN 978-84-92491-82-7.
  - Käthe Kollwitz: (1867-1945) Marián López Fernández Cao. Ediciones del Orto,1997. ISBN 84-7923-175-0.
  - Arteterapia. Marián López Fdz. Cao, Martínez Díez, N. Ediciones tutor, 2006 ISBN 9788479025557.